# Kutte Klein
Kurt „Kutte“ Klein (* 29. August 1942) ist ein ehemaliger deutscher Rallyefahrer und Motorsportveranstalter, der auch als Fernseh- und Hörfunkmoderator, Schauspieler und Sänger tätig ist. Er gilt als Berliner Original und Motorsportlegende. Frank Zander, mit dem er eng befreundet ist, widmete ihm den Song Hier kommt Kurt.

## Karriere
Kurt Klein war früher Autoverkäufer bei Heidi Hetzer, für die er ihre zwei Jahre und siebeneinhalb Monate andauernde Weltumrundung 2016/17 mitplante und ihr bei ihrer anschließenden Ankunft in Berlin den Pokal überreichte. Durch sie kam er zum Motorsport. Selbst bis in die späten 1990er Jahre Rallyefahrer und mehrmaliger Monte-Carlo-Teilnehmer, veranstaltete er zahlreiche Rennen auf der Berliner AVUS.
Klein ist Vater eines Kindes. Für seine Verdienste um den Berliner Motorsport wurde ihm 2014 vom Senat von Berlin die Medaille „Für besondere Verdienste um die Förderung des Sports“ verliehen.